# II. třída okresu Karlovy Vary
 II. třída okresu Karlovy Vary (okresní přebor II. třídy) tvoří s ostatními skupinami II. třídy osmou nejvyšší fotbalovou soutěž v České republice. Hraje se každý rok od léta do jara se zimní přestávkou. Na konci ročníku nejlepší dva týmy postupují do I. B třídy Karlovarského kraje (do skupiny B) a dva nejhorší týmy sestoupí do III. třídy okresu Karlovy Vary.

## Vítězové
| Ročník    | Vítězný tým                |
| --------- | -------------------------- |
| 2003/2004 | TJ Sokol Chyše             |
| 2004/2005 | FK Sokol Žlutice           |
| 2005/06   | TJ Slavoj Bečov nad Teplou |
| 2006/07   | TJ Sokol Květnová          |
| 2007/08   | TJ KSNP Sedlec             |
| 2008/09   | TJ Jiskra Březová          |
| 2009/10   | TJ Sokol Pernink           |
| 2010/11   | TJ Jiskra Březová          |
| 2011/12   | FK Nejdek „B“              |
| 2012/13   | TJ Baník Pila              |
| 2013/14   | FK Nejdek „B“              |
| 2014/15   | SK Božíčany                |
| 2015/16   | 1.FC Karlovy Vary „B“      |
| 2016/17   | TJ Čechie Dalovice         |
| 2017/18   | TJ Baník Pila              |
| 2018/19   |                            |